# Список акимов районов городов Казахстана
Список акимов районов городов Казахстана.

## Алматы

### Алатауский район
1. Манзоров, Багдат Сайланбаевич (07.2008 — 10.07.2017)[1]
2. Рыспаев, Шахмерден Сыртбаевич (10.07.2017 — 01.2020)[2]
3. Калдыбеков, Азамат Бескемпирович (17.01.2020 — 07.2024)[3]
4. Малыбаев, Талгат Жанболатович (с 13.09.2024)

### Алмалинский район
1. Букенов, Кайрат Ахмадиевич 1996
2. Асанов, Турарбек Мажилович (01.1997 — 09.2004)[4]
3. Джанабергенов, Кайрат Мырзаханович (01.2005 — 18.04.2008)[5]
4. Принбеков, Марат Усенович (18.04.2008 — 12.2012)[6]
5. Кусаинов, Серик Досымханович (12.2012 — 03.2016)[7]
6. Естенов, Жасулан Токкожаевич (04.2016 — 01.2019)[8]
7. Торгаев, Беккали Нургалиевич (25.09.2018 — 14.01.2021)[9]
8. Кусаинов, Серик Досымханович (29.01.2021 — 05.2021)[10]
9. Сейтенов, Ержан Иргебаевич (11.05.2021)[11]

### Ауэзовский район
1. Шатов, Евгений Иванович  (1994 — 1997)[12]
2. Устюгов, Владимир Николаевич  (1997 — 2006)[13][14]
3. Несипбаев, Адиль Сагымбекович  (17.07.2006 — 2009)[15]
4. Торгаев, Беккали Нургалиевич (13.08.2009 — 02.2015)[16]
5. Рахимбетов, Алтай Ергазинович (с 20.02.2015 — 26.09.2018)[17]
6. Ускенбаев, Ануар Ауезович (с 26.09.2018 — 26.08.2019)[18]
7. Сайфеденов, Сайран Тапенович (с 28.08.2019 - 19.05.2023)[19]
8. Егембердиев, Абзал Куандыкович (с 19.05.2023)[20]

### Бостандыкский район
1. Слобадянюк, Александр Ануфриевич (1996)
2. Шатов, Евгений Иванович  (01.1997 — 07.1997)[12]
3. Даримбетов, Байдалы Нуртаевич (05.1998 — 04.1999)[21]
4. Мурзин, Алмат Зарлыкович (1999 — 2002)[22]
5. Каримуллин, Амангельды Каримович (03.2002 — 26.05.2009)[23]
6. Аманжолова, Зауреш Джуманалиевна (27.05.2009 — 2013)[24]
7. Асанова, Раушан Есеновна (28.02.2013 — 02.2015)[25]
8. Торгаев, Беккали Нургалиевич (20.02.2015 — 25.09.2018)[26]
9. Рахимбетов, Алтай Ергазиевич (25.09.2018)[27]

### Жетысуский район
1. Баталов, Амандык Габбасович (1994 — 2001)[28]
2. Кульмаханов, Амир Кульмаханович (06.2001 — 26.05.2009)[29]
3. Аликулов, Ербол Шымкентбаевич (26.05.2009 — 03.2013)[30]
4. Разаков, Талгат Кошенович (04.03.2013 — 10.07.2017)[31]
5. Тажибаев, Мухтар Ильясович (10.07.2017 — 07.2019)[32]
6. Кикимов, Максат Сакенович (29.07.2019 — 09.2020) [33]
7. Кокобаева, Гульнара Ахметжановна (26.10.2020 — 30.06.2024)[34]
8. Жылкыбаева, Ляззат Ауесхановна (с 01.07.2024)[35]

### Медеуский район
1. Асанов, Турарбек Мажилович (08.1991 — 01.1997)[36]
2. Васильев, Владимир Алексеевич (01.1997 — 01.2005)[37]
3. Крылов, Василий Леонидович (01.2005 — 06.11.2007)[38]
4. Бейдали, Махамбет Бейдалиулы (11.2007 — 2010)[39]
5. Макежанов, Султанбек Алмасбекович (28.12.2010 — 05.2016)[40]
6. Жылкыбаев, Ержан Жуматович (29.05.2016 — 2019)[41][42]
7. Масабаев, Асет Дуйсебекович (14.09.2020 — 03.2022)[43]
8. Оразалин, Еркебулан Нурланович (25.05.2022)[44]

### Наурызбайский район
1. Кашкимбаев, Куаныш (07.2014 — 05.2016)[45]
2. Сайфеденов, Сайран Тапенович (27.05.2016 — 05.2018)[46]
3. Тоғай, Санжар Әділұлы (28.05.2018-19.05.2023)[47]

### Турксибский район
1. Малиновский, Борис Константинович как минимум 1996 [48]— 01.2005
2. Васильев, Владимир Алексеевич (11.01.2005 — 09.2006)[49]
3. Бейдали, Махамбет Бейдалиулы (09.01.2007 — 11.2007)[50]
4. Устюгов, Владимир Николаевич (11.2007 — 16.08.2017)[51]
5. Кулагин, Павел Сергеевич (16.08.2017 — 01.2020)[52]
6. Акжаров, Бахытжан Кожанбердиевич (с 17.01.2020)[53]

## Астана

### Алматинский район
1. Шакиров, Ахметала Ахметжанович (07.1998  — 08.2002)[54]
2. Еркетаев, Мухтар Дюсенович (01.08.2003)[55]
3. Касенов Гайдар Кабдуллаевич (08.2007 — 04.2008)[56]
4. Ахметов, Сапар Кайратович (04.2008 — 02.2013)[57]
5. Кулагин, Павел Сергеевич (05.03.2013 — 07.2013)[58][59]
6. Сагын, Бекбол Убайдоллаевич (09.07.2013 — 26.10.2015)[60]
7. Кулагин, Павел Сергеевич (2015 — 10.2016)[61]
8. Сарсембаев, Адильбек Зейнуллаевич (20.10.2016 — 18.05.2020)[62]
9. Есполов, Бектенбай Тлектесович (19.05.2020 — 07.21)[63]
10. Бекмурзаев, Ерлан Орынбасарович (07.2021 — 12.2021)[64]
11. Нурсагатов, Нурбол Тулегенович (23.12.2021  — июль 2022)[65]
12. Саматулы, Максат (24.08.2022 — 18.11.2024)[66]
13. Тауекелов, Рустем Серикович (с 18.11.2024)[67]

### Есильский район
1. Джанабергенов, Кайрат Мырзаханович (26 августа 2008 года — ноябрь 2011 года)
2. Мустафина, Сабила Сапаровна (ноябрь 2011 года — сентябрь 2016 года)
3. Булекпаев, Ермаганбет Кабдулович (20 октября 2016 года — февраль 2018 года)[68]
4. Закарьянов, Тулеген Кабыкенович (14 февраля 2018 года — июнь 2019 года)[69]
5. Джакенов, Берик Оралович (2 июля 2019 года — 9 февраля 2022 года)[70]
6. Есенбаев, Асылбек Есимканович (10 февраля 2022 года — 22 февраля 2024 года)[71]
7. Кыдырбек-улы, Дарменияр Алгатбекулы (с 28 февраля 2024 года)[72]

### Сарыаркинский район
1. Тихонюк, Николай Петрович (02.1999-08.2002)[73]
2. Акчурин, Асхат Харисович (08.2002-04.2004)[74]
3. Ахметов, Сапар Кайратович (04.2004-09.2007)[57][75]
4. Ерекболат Амангелдыулы Кабылда 2007—2008
5. Мустафина, Сабила Сапаровна (04.2008-11.2011)
6. Оспанов, Ермек Сабырбекович (11.2011-07.2013)[76]
7. Булекпаев, Ермаганбет Кабдулович (С июля 2013 года по ноябрь 2015 года)
8. Кулагин, Павел Сергеевич ноября 2015 — 20.10.2016[77]
9. Турлубек, Арман Алашулы (20.10.2016 — февраль 2018)
10. Егемберды, Ергали Куандыкулы с 18 февраля — октябрь 2020
11. Байкен, Есет Берикулы с 14.10.2020
12. Жумагулов, Жусуп Рахатович (10 февраля 2022 года  — 12 апреля 2023 года)
13. Ералы, Бауыржан (12 апреля 2023 года — 29 марта 2025 года)[78][79]

### Байконурский район
1. Каналимов, Ерлан Ермекович (с 29 марта 2018 года по 24 апреля 2019 года)[80]
2. Есилов, Асқар Сансызбаевич (24 апреля 2019 года — январь 2020)[81]
3. Нурсагатов, Нурбол Тулегенович (30 января 2020 года — 23 декабря 2021 года)
4. Жаулыбаев, Ерлан Алимбаевич (23 декабря 2021 года — 18 октября 2023 года)[82]
5. Рахманберди, Талгат Абайулы (с 18 октября 2023 года)[83]

### Нуринский район
1. Жумагулов, Жусуп Рахатович (12 апреля 2023 года — август 2024 года)[84]
2. Турдыбеков, Ришат Уалиханович (с 27 августа 2024 года)[85]

### Сарайшикский район
1. Саматулы, Максат (с 18 ноября 2024 года)

## Караганда

### Казыбекбийский район
1. Салимбаева, Алмагуль Аманжоловна (март 2005 года — февраль 2006 года)[86]
2. Карибеков, Маргулан Сибирьевич (февраль 2006 года — 21 марта 2007 года)[87]
3. Санаубаров, Абайдильда Кушенович (март 2007 года — апрель 2008 года)
4. Егемберды, Ергали Куандыкулы (апрель 2008 года — апрель 2009 года)[88]
5. Аубакиров, Нурлан Ерикбаевич (апрель 2009 года — сентябрь 2010 года)[89]
6. Отаров, Ержан Баймуканович (сентябрь 2010 года — 10 мая 2011 года)
7. Искаков, Жанат Маратович (май 2011 года — июнь 2013 года)
8. Кабжанов, Рустем Хайруллович (1 июля 2013 года — 27 ноября 2014 года)
9. Шатохина, Татьяна Николаевна (27 ноября 2014 года — 20 декабря 2019 года)
10. Камалиев, Мурат Тлеубекович (20 декабря 2019 года — январь 2020 года)
11. Рыстин, Нурлан Болатович (11 января 2020 года — 12 апреля 2022 года)[90]
12. Дюсетаев, Эльдар Серикович (12 апреля 2022 года — 11 апреля 2023 года)[91]
13. Оспанов, Ералы Серикович (с 26 апреля 2023 года)[92]

### Район Алихана Бокейханова
1. Мукатов, Кариполла Орынбекович примерно 1998—2002[93]
2. Сарсенбаев, Даулет Маматаевич (2002 — 02 Ноябрь, 2005)[94]
3. Эссе, Анатолий Эрикович (3 нояб. 2005 — 2 авг. 2006)[95]
4. Касимов, Сергей Владимирович (11.2006[96]-06.2011[97])[98]
5. Аубакиров, Нурлан Ерикбаевич (07.2011 — 05.2012)
6. Бегимов, Кайрат Баяндинович (11 июн. 2012 — 11 апр. 2013)[99][100]
7. Темирханов, Ержан Оралович (июля 2013 г — май 2017 г)
8. Канаев, Алимжан Серикжанович (22 мая 2017 г — июня 2018 г)[101]
9. Кожухов, Мейрам Муратович (19 июля 2018 г — март 2022 г)[102]
10. Шаймин, Саят Канатович (март 2022 г — май 2023 г)[103]
11. Кулекеев, Досбол Батырбекович с 24 мая 2023 года

## Шымкент

### Абайский район
1. Турабаев, Жарылкасын Турабайулы  января 2005 - 2 июня 2006[104]
2. Ажибеков, Камиль Бахтиярович 24 октября 2006
3. Байгонов, Жамбыл Шыракбаевич 27 августа 2011 года -- ~2013
4. Татыбаев, Ахмет Отегенович с 28 мая 2013
5. Парманов, Бухарбай Рыскулович с 04.07.2018 [105]
6. Толепов, Галымжан Ануарбекович с 06.09.2019 - 30.06.2024[106]
7. Султанхан, Шакир Асылханулы с 01.07.2024[107]

### Аль-Фарабийский район
1. Валихан Кайназаров 12 янв. 2005--
2. Иманкулов, Нурбахыт Насырович 12 октября 2006 года
3. Калжанов, Бауыржан Ахметалиевич 28 июн. 2013
4. Мауленкулов, Габит Патшаханович с 13.07.2018[108]
5. Мынбаев Рашид Мамытулы с 13.12.2020[109]

### Енбекшинский район
1. Кайназаров, Валихан Анарбайулы (01.2005 - 09.2007)[110].
2. Куртаев, Алимжан Сейтжанович (с 13 августа 2012 года по 1 июля 2013 года)[111].
3. Ильясов, Галымжан Молдабаевич (с 1 июля 2013 года по 30 июня 2021 года)[112].
4. Есилбек, Досбол Куздикбайулы (с 30.06.2021г.)[113]

### Каратауский район
1. Исмаилов, Галым Ыбрайулы (с 26 января 2015 года по 16 августа 2016 года)[114].
2. Мауленкулов, Габит Патшаханулы (с 16 августа 2016 года по 13 июля 2018 года)[115].
3. Кантураев, Исамидин Мухитдинович (с 13 июля 2018 года по 27 августа 2019 года)[116].
4. Аликулов, Абзал Шымкентбаевич (с 27 августа 2019 года по 29 марта 2022 года)[117].
5. Мулкеманов, Рахимберды Жанысбекович (c 8 апреля 2022 года)[118]

## Актобе

### Район Алматы
- Алимбаев, Алмаз Аманбаевич[119]
- Искаков, Медет Жумабаевич[120]

### Район Астана
- Тлегенов, Багжан Нуруллаулы[121]
- Купенов, Айбек Мураткалиевич[122]